# 건달티처
"건달티처"는 2019년에 개봉한 대한민국의 액션 영화이다.

## 캐스팅
- 지화섭 : 나대기 역
- 주보비 : 허영지 역
- 오재무 : 정남훈 역
- 천영민 : 이예린 역
- 김현 : 권동재 역
- 김라희 : 박은혜 역
- 조성희 : 교무실 선생 역